# ボルボ・S40
S40（Volvo S40）はボルボ・カーズが1995年から2012年まで製造・販売していたセダン型の乗用車である。

## 歴史

### 初代

#### 前期型（1995年 - 2000年）
ボルボ・460の後継モデルとして当初はS4として計画されたが、アウディ・A4のスポーツモデルであるアウディ・S4と名称が重複することからS40に変更された。
製造工場は、オランダ（ボルボ・三菱自動車工業・フォード合弁事業）のネッドカー工場。三菱・カリスマとプラットフォームを共有する。主にオーストラリア、北アメリカおよび南アメリカ、および極東で販売された。
英国のデザイナー、ピーター・ホルベリーがデザインを手がける。
S40はユーロNCAPで4つ星を得た最初の車種であった。

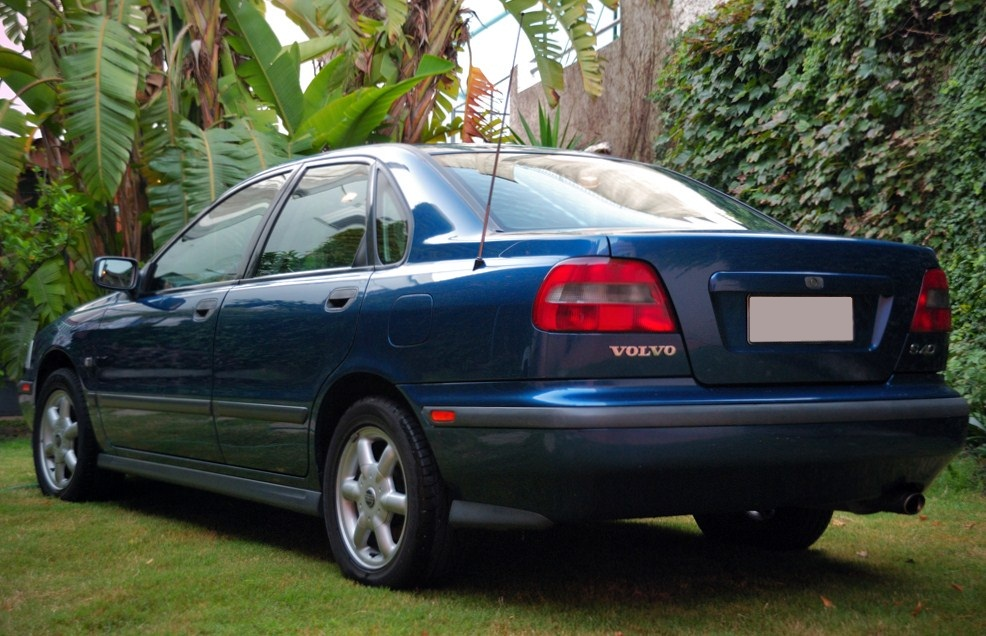
前期型 後部

#### 後期型（2000年 - 2004年）
2000年7月、内外装のマイナーチェンジを実施。ヘッドランプ・テールレンズの変更およびブレーキ径の拡大、タイヤの大型化の他サスペンションの改良などが行われた。
ボルボ独自の安全装備である乗員保護システムWHIPSが装備される。WHIPSとは追突時の乗員の動きに合わせてシートがリクライニングし「むち打ち症」などの長期後遺症のリスクを軽減するシステムである。

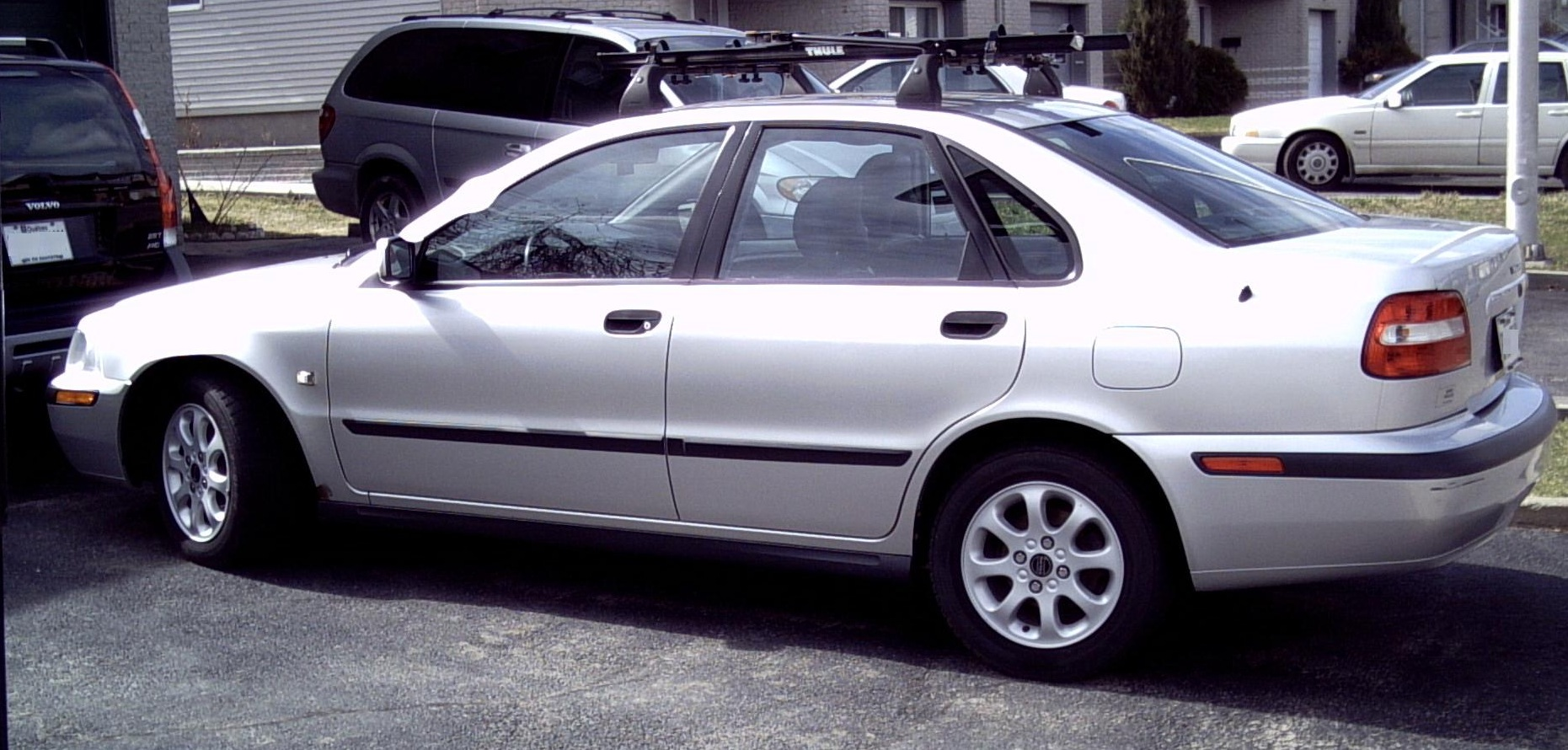
後期型 後部

### 2代目

#### 前期型（2004年 - 2007年）
2004年5月に発売。
プラットフォームは、マツダ・アクセラやフォード・フォーカスなどと共通の「フォード・C1プラットフォーム」（「ボルボ・P1プラットフォーム」）を用いている。
衝突安全性においては、ボディが複数のクランプルゾーン（衝撃吸収前後ボディ構造）で構成され、側面には「SHIPS」、後方には「WHIPS」と呼ばれるボルボ独自のシステムが装備されている。
エンジンは1.6L・1.8L・2.0Lの直4DOHCガソリン（同じフォードグループのマツダが開発）と2.4L・2.4Lターボの直5DOHCガソリン、1.4L・2.0Lの直4DOHCディーゼルと2.4Lの直5DOHCディーゼルがラインナップされている（ディーゼルは北米では販売されていない）。駆動方式は前輪駆動/四輪駆動。

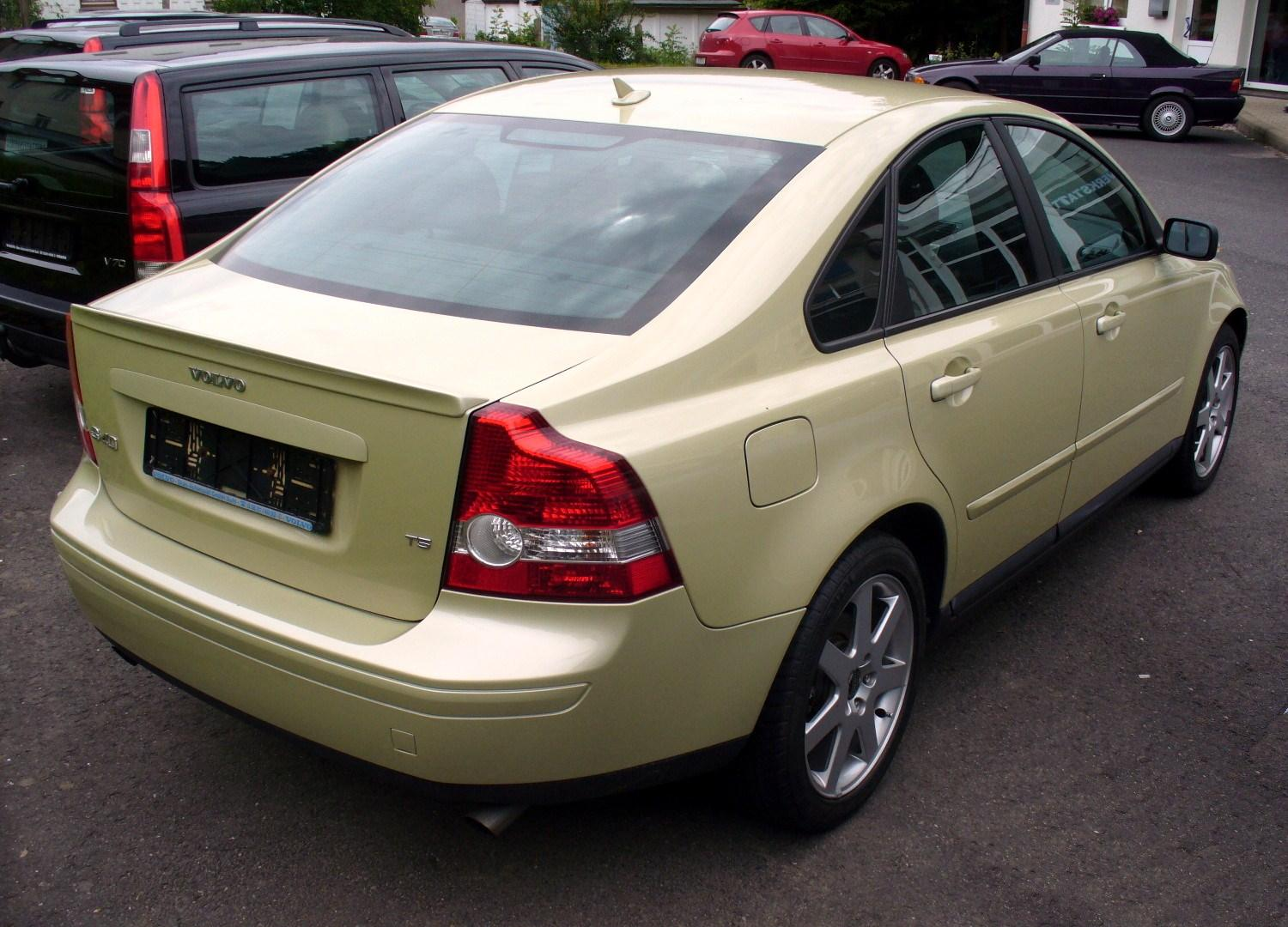
前期型 後部

#### 後期型（2007年 - 2012年）
2007年9月、フェイスリフトが行われ、後期型となる。エントリーモデルとして「2.4Aktiv」を新設し、ラインナップを一新する。
2009年3月、新しく導入された直列4気筒 2.0リッターのガソリンエンジンと、新開発の6速デュアルクラッチトランスミッションを組み合わせた「2.0e」をラインナップに追加。
2012年ハッチバックモデルのV40（2代目）発売に伴い、セダンはこのモデルを最後に廃止となる。

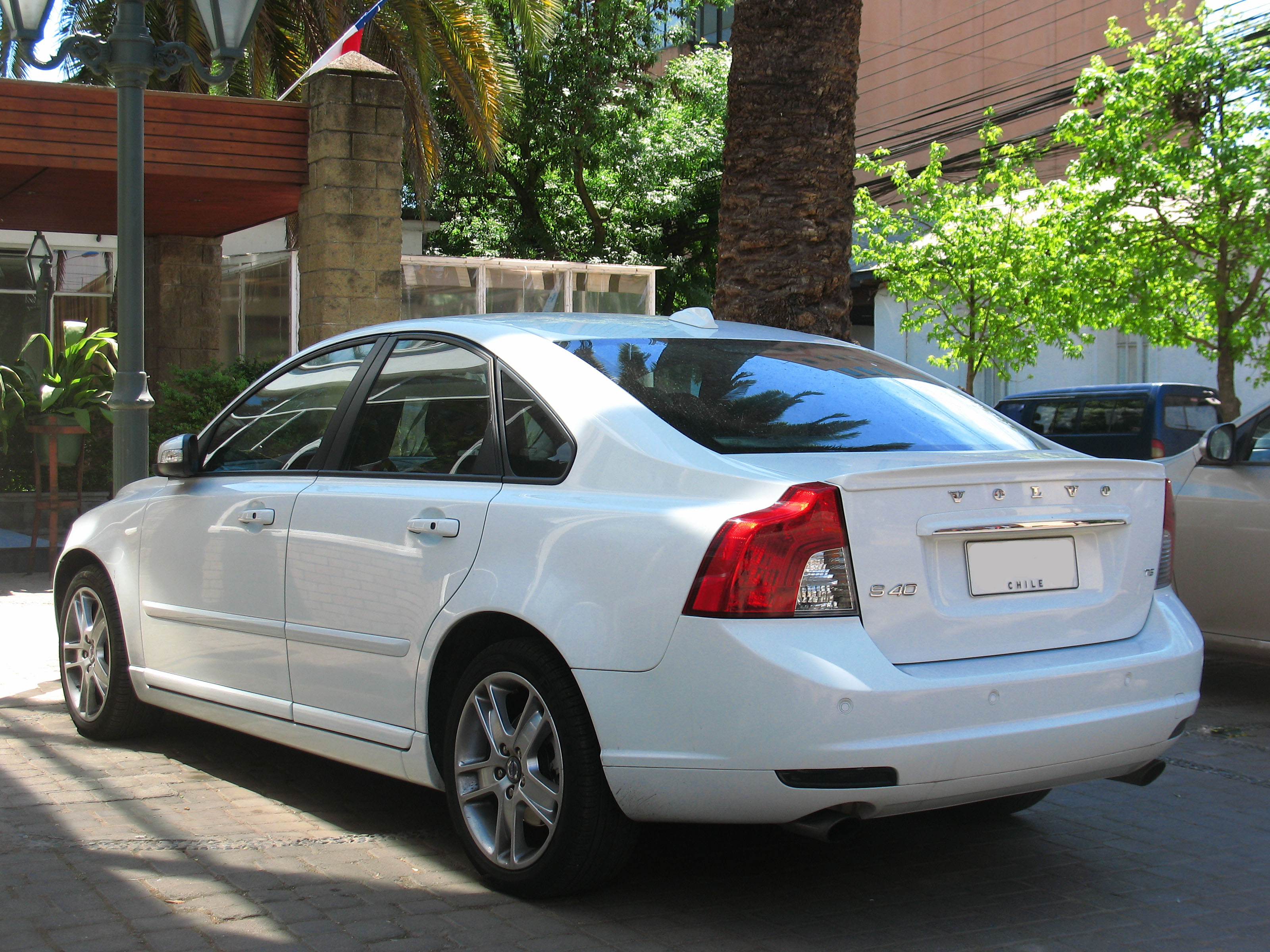
後期型 後部

## モータースポーツ

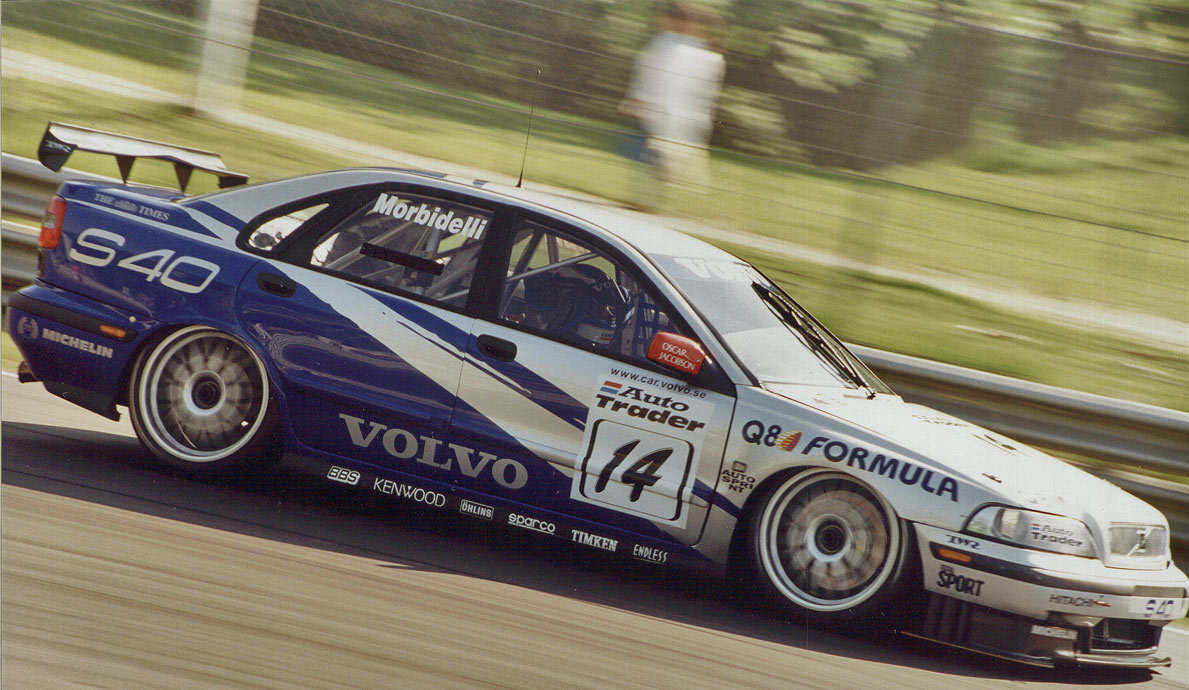
1998年のBTCCに出場したジャンニ・モルビデリのS40。

- 1997年 それまで参戦していた850に代わって初代がイギリスツーリングカー選手権(BTCC)に2台フル参戦。チームの運営は、トム・ウォーキンショー・レーシング。ドライバーは、リカルド・リデルとケルヴィン・バート。リデルがブランズ・ハッチで優勝し、年間ドライバーランキング4位となった。ボディカラーはホワイトとブルー。

- 1998年 英国ツーリングカー選手権 (BTCC)に2台フル参戦。ドライバーは、リカルド・リデルと元F1ドライバーのジャンニ・モルビデリのコンビ。ボディーカラーは、シルバー/ブルーに変更された。リデルは日産・プリメーラを駆るアンソニー・レイドとのタイトル争いを制して初のドライバータイトルを獲得した。スウェーデンツーリングカー選手権 (STCC)にも参戦を開始。ドライバーは、昨年と一昨年850をドライブして2年連続チャンピオンを獲得した、ヤン・ニルソンとジェーンズ・エドマンが参戦。チームはシアン・レーシング。合計6勝する好成績を残し、ドライバーランキングは、ニルソンが2位、エドマンは9位となった。STCCと同じく同年はオーストラリア・スーパーツーリング選手権 (ASTC)にも参戦を開始。ドライバーはジム・リチャーズ。オーストラリアのマウント・パノラマ・サーキットで行われる耐久レース、バサースト1000にも2台参戦。リカルド・リデル/ジム・リチャーズ組とヤン・ニルソン/ティム・ハーベイ組がそれぞれ参戦。リデル/リチャーズ組が総合優勝を果たしている。

- 1999年 英国ツーリングカー選手権 (BTCC)に2台がエントリー。ドライバーはリカルド・リデルとヴィンセント・ラダーメッカ。この年のBTCCは日産勢が他のチームを圧倒しており、2年連続のドライバータイトル獲得は果たせなかったが、リデルはこの年も4勝を挙げ、日産のローレン・アイエロとデイビッド・レズリーに次ぐシリーズ3位となった。オーストラリア・スーパーツーリング選手権にも2台が参戦。ドライバーはジム・リチャーズがフル参戦し、キャメロン・マクリーン、マーク・ウィリアムソン、マーク・アダトーンが交代で参戦した。リチャーズがドライバーランキング2位を獲得し、アダトーンも6位と好成績を残した。BTCCとASTCからは、同年をもって撤退した。スウェーデン・ツーリングカー選手権 (STCC)にも2台がフル参戦。エドマンとニルソンが引き続き続投した。

- 2000年 引き続きスウェーデンツーリングカー選手権 (STCC)に2台フル参戦。ドライバーはヤン・ニルソンと昨年のチャンピオンでアウディから移籍してきた、マティアス・エクストローム。チャンピオンには届かなかったが、それぞれ3勝する好成績を残し、ドライバーランキング3位にエクストローム、ニルソンも4位に入った。この年の最終戦には3台目がスポット参戦。ドライバーは3年振りにS40をドライブすることになったケルヴィン・バート。

- 2001年 スウェーデンツーリングカー選手権 (STCC)に2台がフル参戦。ドライバーはヤン・ニルソンとチームに復帰したジェーンズ・エドマン。最終戦には3台目がエントリーし、1998年のBTCCチャンピオンのリカルド・リデルがスポット参戦した。リデルは昨年のBTCCでフォード・モンデオをドライブしており、1年振りにS40をドライブした。ドライバーランキングは、ニルソン2位。エドマンも3位となった。

- 2002年 引き続きスウェーデンツーリングカー選手権 (STCC)に2台参戦 。ドライバーはニルソンが残留し、新たにエドワード・サンドストロームをチームメイトに迎えた。ニルソンが年間ドライバーズランキング2位を獲得し、マニュファクチャータイトルを獲得した。この年限りでS40はS60に代わる形となりSTCC参戦を終了した。同年STCCにも参戦していたジャリエ・ガスランドがノルウェーツーリングカー選手権に参戦。第2大会からS40に乗り換えてシーズン終了まで参戦し、シリーズチャンピオンを獲得した。

## リンク
ウィキメディア・コモンズには、ボルボ・S40に関するカテゴリがあります。